# Jean-Pierre Péroncel-Hugoz
Jean-Pierre Péroncel-Hugoz, né le 16 mars 1940 à Marseille, est un journaliste et essayiste français, spécialiste notamment du monde arabo-musulman.

## Biographie

### Jeunesse et études
Jean-Pierre Péroncel-Hugoz est né le 16 mars 1940 à Marseille. Sa famille, catholique, est composée de juristes et de minotiers. Il est l'arrière-petit-fils du peintre de l'École provençale Pierre Marius Poujol (1858-1925). À Marseille, la maison familiale des Péroncel-Hugoz, 312 bis boulevard Chave, rachetée par la ville, est devenue une crèche verte en 1987.
Il effectue ses études secondaires au collège Mélizan et au Sacré-Cœur, puis aux lycées Thiers et Périer.
Il est diplômé de l'Institut d'études politiques de Paris en 1962, puis de la faculté des lettres d'Alger en 1965. Il est diplômé de l'Institut de hautes études internationales, puis de l'Institut international des langues du Caire en 1975.
Il épouse Hélène Albertine Cywinska, rencontrée à Alger lors de son service militaire effectué, après l'indépendance du pays, en tant qu'administrateur civil au ministère algérien des Finances et du Plan.

### Parcours professionnel
Indépendamment de sa carrière dans la presse, essentiellement dans les colonnes du quotidien Le Monde, quotidien auquel il a collaboré à partir de 1969, notamment comme correspondant au Caire, à Alger, puis au Liban à partir de 1976, lors de la guerre du Liban et envoyé spécial dans une centaine de pays des cinq continents, Péroncel-Hugoz est également essayiste, spécialisé dans les récits de voyages et le monde arabo-musulman. En 2004, il a démissionné de son poste au Monde, tout en restant statutairement membre à vie de la Société des rédacteurs du Monde et donc actionnaire dudit quotidien.
En 1983, Péroncel-Hugoz publie un essai, Le Radeau de Mahomet, dans lequel il dénonce ce qui, selon ses vues, constituerait un « danger islamiste », dont les manifestations les plus visibles auraient été, à l'époque, la révolution islamique en Iran et l'expansion des Frères musulmans en Égypte,.
Auparavant, en 1981, peu après avoir publié dans Le Monde daté du 5 septembre un reportage révélant le danger pour Anouar el-Sadate représenté par la présence d’islamistes dans l’armée égyptienne (ils devaient le tuer le 6 octobre 1981), Péroncel-Hugoz fut expulsé du Caire manu militari. À d’autres époques à cause de ses articles, il encourut les foudres, avec expulsion ou interdiction d’entrée, de la part des régimes soudanais, syrien, algérien, etc.
Le 25 mars 1978, le Monde avait publié un article de Péroncel-Hugoz, alors correspondant du journal au Caire, intitulé : « Promoteurs contre Pharaons. Osera-t-on construire au pied des Pyramides ? », dans lequel le journaliste décrivait le mégaprojet immobilier de la Southern Pacific Properties de Hongkong, dirigée par l’hungaro-canadien Peter Munk, ancien financier failli mais enrichi dans le tourisme océanien. Ce reportage déclencha une campagne internationale, UNESCO compris, visant à faire échapper à ce projet dévastateur la seule encore debout des Sept Merveilles du monde antique. Harcelées, les autorités égyptiennes, sur ordre personnel du président Sadate, finirent par suspendre les gigantesques travaux déjà engagés par la SPP sur le site. Du coup, Peter Munk attaqua en justice le directeur du Monde et son correspondant en Égypte, pour « diffamation » devant la justice parisienne. La loi française relative à la diffamation est si exigeante sur les preuves à fournir par l’accusé que l’avocat du Monde, maitre Yves Baudelot, eut toutes les peines possibles à prouver la bonne foi du journal. Le témoignage très favorable, devant la cour de Paris, d’une érudite égyptienne, madame Namet Fouad, animatrice au Caire du mouvement d’opinion hostile au projet, emporta finalement la décision de la XVIIe Chambre correctionnelle du tribunal de grande instance de Paris, le 5 juillet 1979, relaxant Péroncel-Hugoz et son journal. Peter Munk ayant fait appel de cette décision, il fallut attendre un second jugement du tribunal de Paris, le 9 janvier 1980, pour confirmer la relaxe. Le Monde et son correspondant cairote furent alors l’objet de tous les éloges, notamment de la part de l’UNESCO, du ministre d’État égyptien aux Affaires étrangères, Boutros Boutros-Ghali ou de l’égyptologue française Christiane Desroches-Noblecourt.
Dans le numéro été 1999 de la revue parisienne Panoramiques, Péroncel-Hugoz, grâce à l’ex-ministre d’État français Michel Jobert (natif du Maroc), publia des extraits d’un texte sur les relations euro-marocaines dû au prince héritier chérifien qui devait la même année devenir le roi Mohamed VI. Selon ses dires, Péroncel-Hugoz a reçu de ce monarque deux lettres, en 2010 et 2012, lui exprimant sa satisfaction à propos de son travail éditorial au Maroc.
En 2007, dans un entretien accordé au mensuel Le Choc du mois, il estime notamment que, dans certaines villes et banlieues européennes, se manifesteraient, de la part de populations européennes des « comportements extérieurs » de « dhimmis de l’esprit », et regrette que ceux qu’il qualifie de « dhimmis politiques » n’aient pas répliqué aux propos du colonel Kadhafi, dictateur libyen, qui, selon lui, aurait indiqué que « sans épée, sans fusil, sans conquêtes, 50 millions de musulmans en Europe la transformeront bientôt en continent musulman ». Kadhafi prenait en compte aussi les musulmans de Russie.
La Revue universelle, fondée en 1920 par l’historien royaliste Jacques Bainville, a publié dans ses livraisons de l’été 2012 et de l'été 2014 des extraits du Journal arabe, encore inédit, que l'essayiste a commencé à tenir en 2005. Il a collaboré à d’autres médias dont l’Idiot international de Jean-Edern Hallier, Historia, la Nouvelle Revue du Caire, Radio-Canada, Al Bayane (Maroc), Radio Courtoisie, France-Culture, Arabies, Radio-Rabat, le Figaro-Histoire, Point de Vue, etc. De 2003 à 2017, Péroncel-Hugoz a donné une chronique au bimensuel La Nouvelle Revue d'histoire.
Il a également participé, aux côtés de Charlotte Guigue, à l'écriture du scénario du film Le Soleil assassiné, réalisé par le cinéaste algérien Albdelkrim Bahloul, film sorti en 2004, qui retrace la vie du poète pied-noir Jean Sénac entre l'indépendance de l'Algérie en 1962 et son assassinat à Alger le 30 août 1973. Péroncel-Hugoz avait précédemment consacré un livre à Jean Sénac, en 1983 : Assassinat d'un poète.
De juillet 2014 à juillet 2017, Péroncel-Hugoz a tenu une chronique hebdomadaire d'actualité dite Coup de dent sur le média numérique marocain généraliste le 360, crée et dirigé par le journaliste Aziz Daki. En 2022, les 139 chroniques de Péroncel-Hugoz parues sur le360 ont fait l'objet à Rabat, au Centre al-Irfane, d'une " édition privée " illustrée, intitulée Maroc 2014-2017, les coups de dents de Péroncel-Hugoz. De 2016 à 2019, le quotidien royaliste provençal en ligne lafautearousseau.fr a publié chaque jeudi des extraits inédits du Journal de Péroncel-Hugoz. De début 2023 au printemps 2025, Péroncel-Hugoz a donné chaque semaine un " coup de poing " relatif à l'actualité dans le quotidien nationaliste en ligne jesuisfrancais.blog.

### Activités éditoriales
Établi à mi-temps au Maroc de 2005à 2021, Péroncel-Hugoz, qui se définit comme « islamophile à la Napoléon III, à la Lyautey, à la de Gaulle », y a mené une activité éditoriale, dirigeant, de 1995 à 2010 la collection « Bibliothèque arabo-berbère (BAB) » aux éditions Eddif-la-Croisée-des-Chemins, à Casablanca. Il dirigea auparavant en France « Islamie » et « Nadir ».
Péroncel-Hugoz a réédité en 2012, dans sa nouvelle collection « Maroc » (Ed. Afrique-Orient, Casablanca), un texte oublié d’Alexandre Dumas Père, Escale à Tanger (1846), avec photographies inédites du XIXe siècle, fournies par la Maison de la photographie à Marrakech ; en 2013, Une ambassade marocaine à la cour de Louis XIV (1682), d’après la gazette Le Mercure galant. De 1987 à 2014, en tant que directeur de collections éditoriales, Péroncel-Hugoz a publié, en Europe et au Maghreb, quelque soixante volumes (voir liste complète infra). L’un des derniers en date parus est un essai politique de celui qui était alors chef de l’État tunisien, le docteur Moncef Marzouki, Arabes, si vous parliez… (Ed. Afrique-Orient, 2012). Il a réédité en 2017, toujours chez Afrique-Orient, à Casablanca, Rois de France, un essai historique de 1837, dû au grand écrivain Honoré de Balzac, et introuvable depuis 1950. Cette réédition, dédiée au prince héritier du Maroc, est enrichi d'un texte de Balzac sur Napoléon, datant de 1833.
En 2003 il écrit un texte sur la guerre du Liban (1975-1990) pour servir de préface au livre Je ne suis plus Frère musulman : Confession d'un ancien terroriste. Ce texte est mis à jour en 2014 et traduit en anglais et en arabe.
En 2017, à la demande de l'écrivain Jean Raspail (auteur notamment, en 1973, du Camp des Saints), Péroncel-Hugoz a rédigé la préface de la réédition de son récit de voyage au Proche-Orient, Terres saintes et profanes (première parution, Société d'édition géographique, 1960; seconde parution, éditions Via Romana, Versailles, 2017).

### Pseudonymes
Péroncel-Hugoz a parfois utilisé pour ses articles, notamment dans Le Monde et La Nouvelle Revue d'histoire, le pseudonyme de Jean Grondin, et cela à la demande de la police, à la suite des menaces de mort écrites reçues au journal Le Monde pour le journaliste, au printemps 1989, de la part de terroristes anonymes utilisant des formules arabophones.

## Décorations et titres honorifiques
Le 14 juillet 1993, le ministre de la Culture et de la Francophonie a pris l'initiative d’inviter Péroncel-Hugoz à entrer dans l'ordre de la Légion d'honneur, en qualité de chevalier, pour « 28 ans d'activités professionnelles et de services militaires » ; cette décoration a été remise à l'intéressé à l'Élysée par le président François Mitterrand qui a opiné à cette occasion : « Vos articles, qui sont plus que des articles, donnent motifs à réflexion, articles dont l'ensemble constitue une œuvre »[réf. nécessaire].
Auparavant, à l'initiative du président Léopold Senghor du Sénégal et de l'académicien Maurice Druon, l'essayiste avait été intronisé dans la l'ordre de la Pléiade, pour « services rendus à La Francophonie ».
- 1985 : Prix littéraire France-Liban pour Une croix sur le Liban (1984).
- 1996 : Mot d'or du meilleur article de l'année en français (Le Monde du 30 juillet 1996).
- 2001 : Prix Coq-du-Portugal (reportages et essais sur le monde lusophone durant la décennie 1990).
- 2003 : Prix Pluma-de-Plata du Mexique (reportage sur la Via Maximiliana, Le Monde du 19 septembre 2001).

## Œuvres
- Le Royaume arabe ou l’Algérie sous Napoléon III, mémoire pour le diplôme de l’Institut universitaire de hautes études internationales, Genève, 1974, 209 p. [pas d’ISBN]
- Le Radeau de Mahomet, Lieu commun, Paris, 1983, 243 p.  (ISBN 2-86705-009-X), traduit en anglais aux États-Unis par G. Holoch, sous le titre The Raft of Mohamed, Paragon House New-York, 1988. Réédition : Flammarion, coll. « Champs » no 141, Paris, 1984, 253 p. ;  (ISBN 9-782080-811417).
- Assassinat d’un poète (Jean Sénac) avec une préface de Tahar Ben Jelloun, Jeanne Laffitte, Marseille, 1983, 155 p.  (ISBN 2-86604-003-1) – Inclut en appendice un texte inédit de Jean Sénac, Heures de mon adolescence.
- Une croix sur le Liban, Lieu commun, Paris, 1984, 223 p.  (ISBN 2-86705-030-8) ; nouvelle édition, 1985, Gallimard, coll. « Folio-Actuel ».  (ISBN 2-07-032313-7). Prix France-Liban.
- Villes du Sud, Balland, Paris, 1990, 404 p. avec 50 photos de divers auteurs  (ISBN 2-7158-0810-0). Réédition : Payot, coll. « Petite bibliothèque voyageurs » no 131, Paris, 1992, 404 p.  (ISBN 2-228-88615-7). Nouvelle édition : Éditions Payot et Rivages, coll. « Petite bibliothèque voyageurs » no 131, Paris, 2001, 454 p.  (ISBN 2-228-89444-3).
- Petit journal lusitan : voyages au Portugal, en Macaronésie et au Brésil, Éditions Domens, Pézenas, avec des photos de José-Afonso Furtado, 2001. Réédition sans photos : Le Rocher, coll. « Motifs » no 298, Monaco et Paris, 2007, 136 p.  (ISBN 978-2-268-06321-8).
- Le Fil rouge portugais : voyages à travers les continents, Bartillat, Paris, 2002, 282 p.  (ISBN 2-84100-281-0). Réédition : Payot et Rivages, coll. « Petite bibliothèque voyageurs » no 518, Paris, 2004, 285 p.  (ISBN 2-228-89912-7). Réédité en 2020, dans la collection Omnia, chez Bartillat, à Paris.
- Traversées de la France : hexagone et outremer, Bartillat, Paris, 2004, 525 p.  (ISBN 2-84100-303-5).
- Benslimane (Maroc), La Croisée-des-Chemins, Casablanca, 2010, 175 p. avec des photos de Cécile Tréal  (ISBN 978-9954-1-0300-5).
- Le Maroc par le petit bout de la lorgnette, Atelier Fol’Fer, coll. « Xénophon », Anet, 2010, 306 p. Avec 50 photos anciennes  (ISBN 978-2-35791-013-3). Deuxième édition, en 2014, revue et sans photo au Maroc sous le titre 2000 ans d’histoires marocaines chez Casa-Express Éditions, Rabat-Paris,  (ISBN 978-9954-611-17-3).

## Textes publiés sous sa direction
Collection Islamie chez Lieu Commun, Paris
- Moncef Marzouki, Arabes, si vous parliez, 1987  (ISBN 2867050804)
- Gabriel Dardaud, Trente ans au bord du Nil. Un journaliste dans l'Égypte des derniers rois, 1987
- Kassa Houari, Confessions d’un immigré. Un Algérien à Paris, 1988  (ISBN 2867051029).

Collection Le Nadir chez Balland, Paris
- Alexandre Paléologue, Souvenirs merveilleux d’un ambassadeur des Golans, entretiens avec Marc Sémo et Claire Tréan, 1990  (ISBN 2-7158-0830-5)
- Mohamed Kacimi et Chantal Dagron, Arabe, vous avez dit Arabe ? (25 siècles de regards occidentaux sur les Arabes), 1990, traduit en arabe  (ISBN 2-7158-0831-3).
- Philip Mansel, Splendeur des sultans. Les dynasties musulmanes de 1869 à 1952, 1990, traduit de l’anglais avec 300 photos  (ISBN 2-7158-0829-1).
- Hinde Taarji, Les voilées de L’Islam, 1990, traduit en italien.
- Adel Sabet, Farouk, un roi trahi, 1990, traduit de l’arabe et de l’anglais.
- Sarah Gabbaï et Victor Nahmias, Les années de pierre. Israéliens et Palestiniens, l’épreuve infinie, 1991  (ISBN 2-7158-0861-5).
- Michel Boldoduc, Rétaorah. Chronique d’une cité engloutie, 1991  (ISBN 2-7158-0908-5).
- Marcel Laugel, Le roman du Sahara, 1991  (ISBN 2-7158-0852-6).
- Ehsan Naraghi, Des palais du chah aux prisons de la révolution, 1991  (ISBN 2-7158-0875-5), traduit en persan, kurde (Irak), arabe, espagnol et anglais.
- Omar Halaby et Paul de Régla, Les lois secrètes de l’amour en Islam, 1992  (ISBN 978-2-7158-0979-6).
- Marie de Varney, L’Irak du silence, 1992  (ISBN 2-7158-0917-4).
- Nicolas Iorga, Byzance après Byzance, 1992  (ISBN 978-2-7158-0913-0).
- René Grousset, Figures de proue d’Alexandre le Grand au Grand-Mogol, 1992  (ISBN 978-2-7158-0963-5).
- Maurice Brunetti, Les voleurs de soleil. Au bled algérien vers 1950, 1992  (ISBN 978-2-7158-0936-9).
- Malek Chebel, Histoire de la circoncision des origines à nos jours, 1992  (ISBN 2-7158-0971-9), traduit en Italien.
- Jorge Asis, Don Abdel-Zalim, l’aventurier de Buenos-Aires, 1993, traduit de l’espagnol  (ISBN 978-2-7158-1001-3).
- Walter Harris, Le Maroc au temps des sultans, traduit de l’anglais, 1994  (ISBN 978-2-7158-1028-0).
- Éric Revel, Madagascar, l’île rouge, 1994  (ISBN 978-2-7158-1029-7).
- Nicolas Saudray, les mangeurs de feu, 1994  (ISBN 978-2-7158-1048-8).
- Jean Wolf, Les secrets du Maroc espagnol. L’épopée d’Abdelkhaleq Torrès 1910 -1970, 1994.
- Charles Najman, Haïti, Dieu seul me voit, 1995  (ISBN 978-2-7158-1077-8).
- Salah Guemriche, Un amour de djihad, 1995  (ISBN 978-2-7158-1068-6).
- Mohamed Ennaji, Soldats, domestiques et concubines. L’esclavage au Maroc au XIXe siècle, 1995.
- Driss Chraïbi, L’homme du Livre (Mahomet), 1995 (ISBN : manque), traduit en espagnol, italien et anglais.
- Jacques Bainville, de l’Académie française, Napoléon, 1995  (ISBN 2-7158-1074-1).
- Assem Akram, Histoire de la guerre d’Afghanistan, 1996  (ISBN 978-2-7158-1125-6), traduit en dari (persan d’Afghanistan).
- Marie-France Barrier, Ranavalo, dernière reine de Madagascar, 1996  (ISBN 978-2-7158-1094-5).
- François Pouillon, Les deux vies d’Étienne Dinet, peintre en Islam, 1997  (ISBN 2-7158-1142-X).
- Jacques Bainville, de l’Académie française, Bonaparte en Égypte, 1997 (ISBN 978-2-7158-1135-5).
- Roger Arnaldez, Averroès, un rationaliste en Islam, 1998  (ISBN 978-2-7158-1152-2).
- Philippe Delorme, les princes de la mer, 1998  (ISBN 2-7158-1158-6).

Collection Bab, chez Eddif-la-Croisée-des-Chemins, Casablanca
- Aly Mazahéri, L’âge d’or de l’Islam. Quand Bagdad était la capitale de la moitié du Vieux Monde, 1996  (ISBN 9981-896-31-4).
- Waçyf Boutros-Ghali, La tradition chevaleresque des Arabes, 1996.
- Raymond Charles, L’âme musulmane, 1997  (ISBN 9981-090-06-9).
- André Chevrillon, Un crépuscule d’Islam. Au Maroc en 1905, 1999  (ISBN 9981-090-21-2).
- Eugène Aubin, Le Maroc dans la tourmente. Il y a cent ans…, 2002  (ISBN 978-2-84272-196-1).
- Pierre Loti, Au Maroc, 2005  (ISBN 9981-09-114-6). Réédité en 2020 par les éditions Bartillat, Paris.
- Natacha Potier, Dix-sept regards sur le Maroc, 2006  (ISBN 9981-09-125-1).
- Nelcya Delanoë, La femme de Mazagan, 2007  (ISBN 9981-09-132-4).
- Raymond Delage, Suite casablancaise, 2007  (ISBN 9981-09-134-0).
- Frères Tharaud, La nuit de Fez, 2008.
- Jean Jacques Ille, Récits berbères du XXIe siècle, 2008  (ISBN 978-9954-1-0262-6).
- Younès Nekrouf, La bataille des Trois-Rois, 2009  (ISBN 978-9954-1-0279-4).
- Maréchal Hubert Lyautey, Lettres marocaines et autres écrits, 2010  (ISBN 978-9954-1-0295-4).
- Anne-Sophie Colly, Des Français à Casablanca de 1907 à nos jours, 2010  (ISBN 978-9954-1-0294-7).

Collection Maroc chez Afrique-Orient, Casablanca
- Alexandre Dumas Père, Escale à Tanger 1846, 2011  (ISBN 9981-25-818-0).
- Moncef Marzouki, Arabes, si vous parliez…2011  (ISBN 9981-25-819-9), nouvelle présentation par l’auteur.
- Le Mercure de France et Charles Penz, Une ambassade marocaine à la cour de louis XIV, 2013  (ISBN 9981-25-791-5).
- François Bonjean, L'âme marocaine, 2015.
- Maurice Le Glay, Le Maroc un quart d'heure avant le Protectorat. Chronique de 1911, 2015.
- Honoré de Balzac, Rois de France suivi de Napoléon. 2017.